# Bomolocha glumalis
Bomolocha glumalis är en fjärilsart som beskrevs av William Schaus 1904. Bomolocha glumalis ingår i släktet Bomolocha och familjen nattflyn. Inga underarter finns listade i Catalogue of Life.